# Carl Freedman
Pour les articles homonymes, voir Freedman.
Carl Freedman né en 1965, est un galeriste britannique, fondateur de la galerie Carl Freedman (anciennement Counter Gallery).
Auparavant, il avait travaillé comme écrivain et conservateur.

## Biographie et carrière

### Les années 1990 et les Young British Artists
Charles Saatchi arrive à l'exposition Gambler dans une Bentley verte et, selon Freedman, est immédiatement impressionné par la première installation "d'animaux" majeure de Hirst, A Thousand Years, consistant en une grande vitrine contenant des asticots et des mouches se nourrissant d'une tête de vache en décomposition (l'installation a par la suite été un élément notable de l'exposition Sensation). À ce stade, Freedman a financé la production des vitrines de Hirst et a déclaré que peu de gens assistaient à ces premières expositions, dont Freeze.
En 1994, Freedman effectue une tournée aux États-Unis avec Tracey Emin, conduisant une Cadillac de San Francisco à New York, faisant des escales en cours de route lors desquelles Emin donne des lectures de son livre autobiographique Exploration of the Soul pour financer son voyage.
Le couple passe également quelque temps au bord de la mer à Whitstable, dans le Kent, et Tracey Emin transforme leur cabine de plage en œuvre d'art en 1999 sous le titre The Last Thing I Said to You is Don't Leave Me Here. L'œuvre est détruite en 2004 (avec sa "tente") dans l'incendie de l'entrepôt de Momart.
En 1995, Freedman organise l'exposition Minky Manky à la South London Gallery. À l'époque, Tracey Emin était relativement inconnue et Freedman, craignant d'être accusé de népotisme, l'a mis au défi de réaliser une œuvre grandiose. Le résultat a été la fameuse "tente" Everyone I Have Ever Slept With 1963–1995, qui a été exposée pour la première fois dans cette exposition.

### Galerie Carl Freedman
En 2003, il ouvre la Counter Gallery à Charlotte Road, Shoreditch, dans l'est de Londres, pour vendre des œuvres originales. L'exposition d'ouverture comprenait des œuvres de Simon Martin, conférencier d'art et contemporain de YBA. En 2007, la galerie change de nom pour s'appeler Carl Freedman Gallery.

## Voir également
- Young British Artists